# Yttre Bergmyrtjärnen
Yttre Bergmyrtjärnen är en sjö i Piteå kommun i Norrbotten och ingår i Lillpiteälvens huvudavrinningsområde. Sjön har en area på 0,0637 kvadratkilometer och ligger 277 meter över havet. Sjön avvattnas av vattendraget Sandtjärnbäcken.

## Delavrinningsområde
Yttre Bergmyrtjärnen ingår i det delavrinningsområde (727295-171916) som SMHI kallar för Mynnar i Lyckoträsket. Medelhöjden är 278 meter över havet och ytan är 9,83 kvadratkilometer. Det finns inga avrinningsområden uppströms utan avrinningsområdet är högsta punkten. Sandtjärnbäcken som avvattnar avrinningsområdet har biflödesordning 2, vilket innebär att vattnet flödar genom totalt 2 vattendrag innan det når havet efter 49 kilometer. Avrinningsområdet består mestadels av skog (54 procent) och sankmarker (28 procent). Avrinningsområdet har 0,13 kvadratkilometer vattenytor vilket ger det en sjöprocent på 1,4 procent.